# Michał Kalecki
Michał Kalecki (Lodz, 22 de juny de 1899 - Varsòvia, 18 d'abril de 1970) va ser un economista polonès. Al llarg de la seva vida, Kalecki va treballar a la London School of Economics, a la Universitat de Cambridge, a la Universitat d'Oxford i a Varsòvia a l'Escola d'Economia i va ser assessor econòmic dels governs de Polònia, França, Cuba, Israel, Mèxic i l'Índia. També va ocupar el càrrec de subdirector del Departament Econòmic de les Nacions Unides a la ciutat de Nova York.
Michal Kalecki representà un pont entre la teoria keynesiana, que el considera un precursor en diversos aspectes, i la teoria marxista en la versió de Rosa Luxemburg i M. Tugan-Baranovski. A la seva obra, que s'inicià amb "Assaig d'una teoria sobre la conjuntura", de 1933, hi trobem nombrosos elements d'anàlisi clau, com el paper de la demanda en la determinació del rèdit, els multiplicadors i la relació estalvi/inversió.
Els objectes de la seva anàlisi són, sobre tot, els aspectes dinàmics del funcionament del sistema econòmic, amb especial atenció a les inversions, en el desenvolupament de conceptes de risc marginal creixent, les desviacions temporals entre la decisió d'inversió i la inversió efectiva, el que determina el ritme econòmic i les imperfeccions del mercat. Va registrar les interaccions entre les variables econòmiques i les variables socials i polítiques, i va crear un model macroeconòmic en el qual la contraposició entre la classe empresarial i els treballadors determina el nivell de producció, la distribució del rèdit i el nivell de preus.
Kalecki va aportar contribucions notables a la teoria del creixement econòmic dels països socialistes i dels països en vies de desenvolupament. Entre les seves obres destacades "Estudis en dinàmica econòmica" (1943), "Teoria de la dinàmica econòmica" (1954), "Teoria del desenvolupament d'una economia socialista" (1963), i nombrosos assaigs recopilats a "Sobre la dinàmica de l'economia capitalista", "Assaigs escollits, 1933-1970", de 1971, i a "Sobre la teoria de les fluctuacions econòmiques" (1985).

## La revolució de Kalecki i Keynes: 1933–1939
El 1933 Kalecki va escriure Próba teorii koniunktury ('Un intent de teoria del cicle empresarial'), un assaig que va reunir molts dels temes que van dominar el seu pensament durant la resta de la seva vida. A l'assaig Kalecki va desenvolupar per primera vegada una teoria comprensiva dels cicles empresarials. Els fonaments de la seva teoria macroeconòmica de la demanda efectiva presentada al document preveien idees similars publicades tres anys després per John Maynard Keynes a La teoria general de l'ocupació, l'interès i els diners. Segons Lawrence Klein (1951), Kalecki "va crear un sistema que conté tota la importància del sistema keynesià, a més d'altres contribucions". En una introducció a la traducció en anglès de 1966 de l'assaig, Joan Robinson va escriure: "La seva redacció nítida i concentrada proporciona una millor introducció a la teoria general de l'ocupació, l'interès i els diners que qualsevol que s'hagi produït encara" [8].
Llevat d'un petit nombre d'economistes (en particular economometristes) familiaritzats amb la seva obra, les contribucions de Kalecki, originàriament en polonès, no van aconseguir el reconeixement. A l'octubre de 1933 va llegir el seu assaig a la International Econometrics Association de Leiden i el 1935 va publicar-lo en dues revistes importants: Revue d'Economie Politique i Econometrica. Els lectors no van quedar especialment impressionats, però l'article va rebre comentaris favorables d'economistes tan importants com Ragnar Frisch i Jan Tinbergen.
Kalecki sempre va reconèixer que la "revolució keynesiana" era un nom adequat per a la proposta econòmica coincident entre ell i Keynes, ja que va adonar-se de la importància de la posició establerta de Keynes, del reconeixement que va gaudir Keynes i del seu paper decisiu en la promoció del model, provocant l'acceptació eventual de les idees que Kalecki també havia plantejat.
El 1939 Kalecki va escriure una de les seves obres més importants, "Assaigs sobre la teoria de les fluctuacions econòmiques". Tot i que la seva concepció va anar canviant al llarg dels anys, tots els elements essencials de l'economia kaleckiana ja estaven presents en aquest treball: en cert sentit, les seves publicacions posteriors consistirien en simples elaboracions sobre les idees aquí exposades.

## Contribucions a l'economia
Malgrat el fet que Kalecki va ser l'autor de molts de conceptes econòmics teòrics, el seu interès per l'economia era més pràctic que acadèmic i va resultat del seu treball en enginyeria, periodisme, investigació de crèdits, ús d'estadístiques i observació d'operacions empresarials. Ensenyament universitari a temps complet, per al qual no tenia titulacions formals (un títol), només ho va fer durant els últims tretze anys de la seva carrera. Es mostrava despectiu de la investigació abstracta i va rebutjar la invitació de Keynes a emprendre una crítica sobre el treball econòmic del cicle empresarial de Jan Tinbergen, per la qual cosa no tenia un coneixement prou profund de la teoria estadística.
Kalecki va subratllar que els models de creixement econòmic predominants s'han basat en l'assumpció d'un capitalisme idealitzat de laissez-faire i no s'ha tingut en compte adequadament el paper crucial i empíricament demostrable del sector governamental, la intervenció de l'estat i la interacció entre l'estat i els sectors privats.
El 1943 Kalecki va escriure: "..."la disciplina a les fàbriques" i "l'estabilitat política" són més apreciades pels líders empresarials que no pas els beneficis. El seu instint de classe els diu que la plena ocupació duradora no és possible des del seu punt de vista i que l'atur és part integrant del sistema capitalista normal. "Per tant, els capitalistes volen limitar la intervenció i la despesa del govern com a alteracions al laissez-faire que redueixin el seu "estat de confiança" en el rendiment econòmic general, amb la notable excepció de la despesa d'armament i les polítiques que condueixen a un augment de la despesa en armament.

## L'equació dels guanys
Un dels aspectes destacats de les teories de Kalecki és el conegut com l'equació dels guanys. Kalecki, amb unes influències marxistes, va veure clar que el volum i la distribució dels guanys en una societat capitalista eren aspectes vitals. La derivació de tal relació que fa Kalecki de manera sumàriament concisa, elegant i intuïtiva. Comença fent simplificacions que més tard abandona. Les suposicions en qüestió són:
- Dividiu tota l'economia en dues classes: capitalistes i treballadors, els primers obtenen ingressos tan sols dels guanys i els segons dels salaris.
- Els treballadors no estalvien.
- L'economia és tancada (sense comerç internacional) i no hi ha un sector governamental.

Amb aquests supòsits Kalecki deriva la següent identitat comptable:
{\displaystyle \textstyle P+W=C_{W}+C_{P}+I}
On P és el volum de guanys bruts, W  és el volum de salaris totals, {\displaystyle C_{P}} és el consum dels capitalistes, {\displaystyle C_{W}} és el consum dels treballadors i {\displaystyle I} és la inversió brita que s¡ha duit a terme en el conjunt de l'economia. Com que hem suposat que els treballadors no estalvien, és a dir {\displaystyle W=C_{W}\,\ } en l'anterior equació podem simplificar els dos terminis i arribar a:
{\displaystyle \textstyle P=C_{P}+I}
Aquesta és la famosa equació de guanys, que diu que els guanys són iguals a la suma del consum dels capitalistes més la inversió.
Arribats a aquest punt, Kalecki passa a determinar el vincle causal entre els dos costats de l'equació: ¿determina el consum dels capitalistes i la inversió els guanys o per contra els guanys determinen el consum capitalista i la inversió? Responent a això, Kalecji diu:
| «                       | La resposta a aquesta pregunta depèn de quin d'aquests dos factors està de manera directa subjecte a les decisions dels capitalistes. Ara bé, està clar que els capitalistes poden decidir invertir i consumir més en un període donat de temps que a l'enterior, però no poden decidir el guanyar més. Per tant, les seves inversions sobre inversió i consum determinen els guanys, i no a la inversa. | » |
| — Michal Kalecki (1956) | |   |

Per a algú que no hagués vist abans la relació anterior, pot haver-hi després d'un examen rigorós la constatació d'una paradoxa aparent. Si els capitalistes consumeixen més, òbviament els beneficis haurien de ser menors. Emperò, aquest raonament que és lògic per a l'empresari individual no ho és per a la classe empresarial en el seu conjunt, ja que el consum d'un capitalista passa a formar part dels guanys d'un altre. En certa manera, "els capitalistes són els amos del seu propi destí".